# Drumadoon

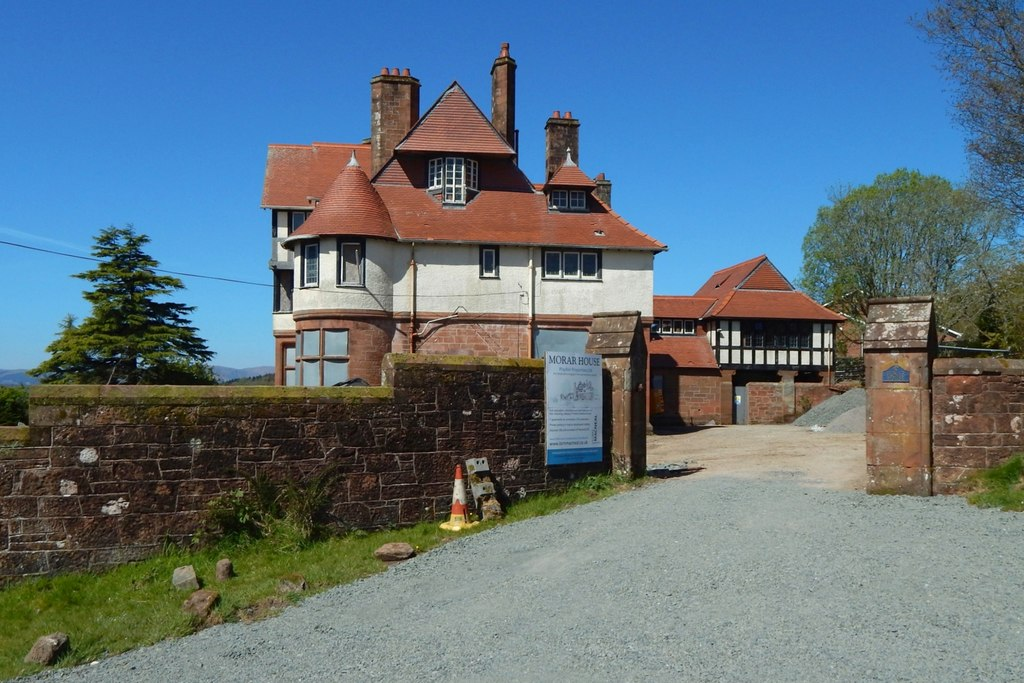
Drumadoon

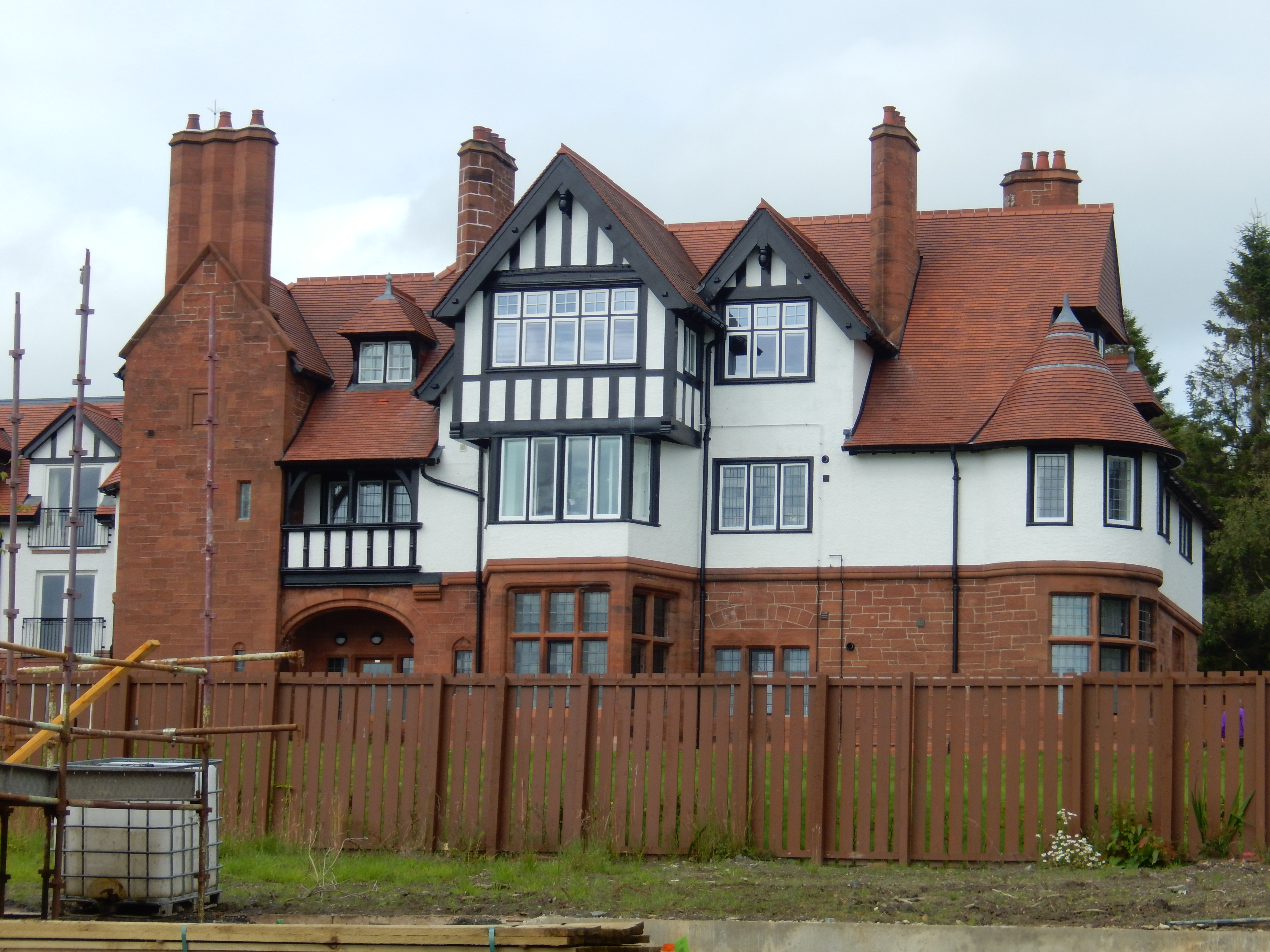
Gebäuderückseite

Drumadoon, ehemals Morar House, ist eine Villa in der schottischen Stadt Helensburgh. Das Gebäude befindet sich in der Upper Colquhoun Street gegenüber von Hill House am Nordrand der Stadt. 1991 wurde die Villa in die schottischen Denkmallisten in der höchsten Kategorie A aufgenommen.

## Geschichte
Als Bauherrn von Drumadoon ist die Handelsfamilie McAlpine aus Glasgow angegeben. Als Architekt war William Leiper für die Planung verantwortlich. Im Jahre 1903 wurde die Villa nach zweijähriger Bauzeit fertiggestellt. Wie auch bei den umliegenden Villen wurde bei der Planung von Drumadoon darauf geachtet, aus der erhabenen Position auf einem Hügel einen guten Panoramablick über den Firth of Clyde zu ermöglichen. Im Laufe der 2000er Jahre verschlechterte sich der Zustand des Hauses, nachdem infolge einer Sanierungsunterbrechung des Dachs Wasser eintrat. 2011 wurde in einem Raum ein Feuer entfacht. Der entstandene Schaden ist jedoch auf diesen Raum begrenzt. Außerdem sind an den Innenwänden Graffiti zu finden. Aufgrund des langen Leerstandes und des zunehmenden Verfalls wurde das Gebäude von der Bevölkerung, in Anlehnung an das gegenüberliegende Hill House, despektierlich als Hell House, Höllenhaus bezeichnet.
Im Oktober 2012 wurde das Anwesen an den aus Edinburgh stammenden Architekten Lorn Macneal für 322.000 Pfund verkauft. Dessen Vorhaben, das Gebäude in ein Mehrfamilienhaus mit elf Wohneinheiten umzubauen sowie im Außengelände ein weiteres Haus und zwei Stallungen zu errichten, sind umstritten.

## Beschreibung
Drumadoon ist zweistöckig gebaut, wobei zusätzlich das Dachgeschoss ausgebaut ist, und weist einen L-förmigen Grundriss auf. Stilistisch weist es Motive des Arts and Crafts Movements auf. Bis auf Geschosshöhe ist die Fassade mit rotem Sandstein verkleidet. Darüberliegende Flächen sind traditionell mit Harl verputzt. Fenster und Eingangstüren sind mit Faschen verziert. Die Dächer sind mit roten Ziegeln gedeckt.